# Calicnemiinae
Calicnemiinae – podrodzina ważek z rodziny pióronogowatych (Platycnemididae).
Podrodzina ta wyróżniona została w 1957 roku przez Frasera, który nie podał jednak jej diagnozy. Utworzona została jako takson grupujący te pióronogowate, które nie pasują do diagnozy Platycnemidinae, charakteryzujących się rozszerzonymi goleniami. Późniejsi autorzy jako cechy charakterystyczne Calicnemiinae wskazywali m.in. stosunkowo ostrokątną komórkę dyskoidalną skrzydeł. W 2014 Dijkstra i współpracownicy zrewidowali na podstawie analiz molekularnych podział systematyczny pióronogowatych. Do podrodziny Calicnemiinae zaliczyli 3 rodzaje: Calicnemia, Coeliccia i Indocnemis, oraz dodatkowo czwarty – Asthenocnemis – bez przeprowadzenia jego analizy molekularnej, zwracając jednak uwagę, że podział na rodzaje wymaga dalszych rewizji.
Przedstawiciele podrodziny mają na tylnych krawędziach płatów zaocznych wyraźnie wydłużone, jasne plamki. Zasięgiem ograniczeni są do krainy orientalnej. Zasiedlają niewielkie wody płynące strefy tropikalnej, a poszczególne gatunki często cechuje znaczny endemizm.